# Parafia wojskowa Najświętszego Serca Pana Jezusa w Siedlcach
Parafia wojskowa Najświętszego Serca Pana Jezusa w Siedlcach  jest podporządkowana bezpośrednio Wikariuszowi Biskupiemu ds. Koordynacji Pracy Dziekanów. Do roku 2012 parafia należała do Warszawskiego Dekanatu Wojskowego.

## Historia
Parafia została erygowana (ponownie) 21 stycznia 1991 roku. Parafia wojskowa obejmuje 1 Siedlecki Batalion Rozpoznawczy.
Jest to parafia personalna, do której przynależą żołnierze pełniący czynną służbę wojskową, żołnierze zawodowi i członkowie ich rodzin oraz pracownicy cywilni, zatrudnieni na stałe w jednostkach wojskowych i uczniowie szkół wojskowych.